# 프로스펙트 베르나츠코보역 (소콜니체스카야선)
프로스펙트 베르나츠코보 역(러시아어: Проспе́кт Верна́дского)은 모스크바 지하철 소콜니체스카야 선의 역이다.
승강장 북동쪽 끝에 있는 현관에 역명과 동명이인 인물 블라디미르 베르나츠키의 흉상이 세워져 있다.

## 역사
프로스펙트 베르나츠코보 역은 1963년 12월 30일 개장했다.

## 역명의 유래
프로스펙트 베르나츠코보 역은 러시아 학자, 광물학자, 지구화학자인 블라디미르 이바노비치 베르나드스키(1863 ~ 1945)의 이름을 따서 제정되었다.

## 설계
프로스펙트 베르나츠코보 역은 1960년대에 거의 모든 메트로 역에 사용되었던 양식과 같이 표준 기둥 - 트라이스판의 설계와 부합한다. 노란색의 우랄 대리석으로 된 기둥과 하얀색 대리석으로 꾸며졌다. 역의 건설에 참여한 건축가는 이반 타라노프와 나데즈다 비코바이다.

## 환승
프로스펙트 베르나츠코보 역에서는 볼샤야 콜체바야 선의 프로스펙트 베르나츠코보 역으로 환승할 수 있다.